# Strefa X
Strefa X (ang. Monsters) – brytyjski thriller z gatunku science fiction z 2010 roku oparty na scenariuszu i reżyserii Garetha Edwardsa.
Światowa premiera filmu miała miejsce 29 października 2010 roku w Stanach Zjednoczonych, a w Wielkiej Brytanii 3 grudnia 2010 roku. W Polsce premiera filmu odbyła się 8 lipca 2011 roku.

## Opis fabuły
Nad Meksykiem rozbija się sonda kosmiczna badająca pozaziemskie formy życia. Połowa terytorium kraju jest skażona. Fotoreporter Andrew (Scoot McNairy) i młoda Amerykanka (Whitney Able) muszą przedostać się do granicy USA. Jedyna droga prowadzi przez odizolowaną strefę.

## Obsada
- Whitney Able jako Samantha Wynden
- Scoot McNairy jako Andrew Kaulder
- Kevon Kane jako Josh Jones